# Амазон
Амазон (на английски: Amazon.com, Inc.) е най-голямата компания в света по оборот сред продаващите стоки и услуги чрез интернет. Централата на компанията е разположена в Сиатъл, щат Вашингтон, Съединени американски щати.

## История
Компанията „Амазон“ е създадена през 1994 г. от предприемача Джеф Безос, а през 1995 г. стартира сайтът. Компанията е наречена в чест на реката Амазонка, най-пълноводната в света. В началото на сайта се продавали само книги. През юни 1998 г. магазинът започва да продава музикални дискове, а през ноември същата година – и видео продукция. По-късно в асортимента се появяват MP3 записи, програмно осигуряване, видеоигри, електроника, облекло, мебели, хранителни продукти и играчки.
Според легендата първото си работно бюро основателят на „Амазон“ направил от врати. Днес в компанията някои маси също са направени от врати, но не заради икономия, а да напомнят за необходимостта да се икономисва.
Компанията има също филиали в Бразилия, Канада, Великобритания, Германия, Япония, Франция, Италия, Испания, Индия и Китай.

## Продукти и услуги
Продуктовите линии на „Амазон“, които се предлагат на фирмения уебсайт, включват няколко медии (DVD, музикални компактдискове, видеокасети и софтуер), облекло, бебешки продукти, потребителска електроника, козметика, хранителни стоки, продукти за здраве и за лична хигиена, промишлени и научни консумативи, кухненски артикули, бижута, часовници, градински артикули, музикални инструменти, спортни стоки, инструменти, автомобилни принадлежности, играчки и игри.
Някои продукти и услуги, предлагани от „Амазон“:
- Amazon Web Services
- Alexa
- Appstore
- Amazon Drive
- Echo
- Kindle
- Kindle Fire